# Mursnotand
Mursnotand (Tortula muralis), ofte skrevet mur-snotand, er et meget almindeligt mos i Danmark. Det videnskabelige artsnavn muralis betyder 'voksende på mure'.